# Tethygonium variabile
Tethygonium variabile är en kräftdjursart som först beskrevs av Schiecke och Modigh-Tota 1976.  Tethygonium variabile ingår i släktet Tethygonium och familjen Paramunnidae. Inga underarter finns listade i Catalogue of Life.